# 伍希周
伍希周（？—？），字汝文，江西吉安府安福縣人，民籍，明朝政治人物。

## 生平
正德五年（1510年）庚午科江西鄉試舉人，九年（1514年）甲戌科三甲第一百二十名進士。授蕭山縣知縣，升南京刑部主事，嘉靖初參與大禮議，三年（1524年）六月出為河南按察司僉事，調福建按察司僉事、兵備建寧，七年（1528年）四月以失事被逮問。